# 约什科·帕皮奇
约什科·帕皮奇（1954年—），斯洛文尼亚男子篮球运动员，场上位置是控球后卫。他曾代表南斯拉夫参加1977年国际篮联欧洲锦标赛，获得金牌。